# Royaume des anciennes portes du Bénin
Le royaume des anciennes portes du Bénin fait référence aux neuf points d'accès au royaume du Bénin, dans ce qui est aujourd'hui connu sous le nom de Benin City,,,.

## Description
La ville de Benin City est connue pour être entourée de larges murs intérieurs faits de terrassement et de douves. L'édition de 1974 du Guiness Book of Records décrit les murs de la ville comme le plus grand travail de terrassement réalisé avant la période mécanique. Une partie des murs mesurait environ 65 pieds de haut. Les anciens murs du royaume du Bénin ont été transformés en point d'accès ou portes de la ville.
Ces neuf portes sont Iya Uzebu, Iya Osuan, Iya Urh'Ogba, Iya Ivbiyeneva, Iya Uhunmwun Idunmwun, Iya Akpakpava ou Iya Ok'Edo, Iya Ewaise, Iya Ero et Iya Isekhere.